# 元颍
元颍（?—?），北魏宗室，魏孝文帝的孙子，汝南王元悦的儿子。
528年，尔朱荣发动河阴之变，四月元悦和元颍父子向南投奔梁武帝萧衍，梁武帝对待他们非常优厚。530年，梁武帝派遣元悦北返继承为皇帝，因为尔朱兆控制了洛阳而失败。532年，梁武帝再次送元悦北返，十二月被魏孝武帝所杀，元颍滞留江南而死。